# Nikolai Bajukov
Nikolai Bajukov   (Troitsko-Pechorsk, 23 de juliol de 1953) és un esquiador rus, ja retirat, especialista en esquí de fons, que va competir sota bander de la Unió Soviètica durant la dècada de 1970.
El 1976 va prendre part als Jocs Olímpics d'Hivern d'Innsbruck, on va disputar tres proves del programa d'esquí de fons. En la prova dels 15 quilòmetres guanyà la medalla d'or i en la dels relleu 4x10 km, formant equip amb Yevgeny Belyayev, Sergey Savelyev i Ivan Garanin, la de bronze. En els 30 quilòmetres fou cinquè. Quatre anys més tard, als Jocs de Lake Placid, va disputar tres proves del programa d'esquí de fons. Formant equip amb Vasily Rochev, Yevgeny Belyayev i Nikolay Zimyatov guanyà la medalla d'or en el relleu 4x10 km, mentre en els 30 quilòmetres fou catorzè.
Al Campionat del món d'esquí nòrdic no va tenir èxit. A nivell nacional va guanyar cinc campionats soviètics, un dels 15 km (1976) i quatre per relleus (1974, 1976, 1977 i 1978). Una vegada retirat va exercir d'entrenador d'esquí de fons. És membre de la Cambra Pública de la República de Komi.